# ریانیه (اقصر)
ریانیه (به عربی: الريانية)، روستایی از توابع ارمنت در استان اقصر و کشور مصر است.

## جمعیت
براساس سرشماری سال ۲۰۰۶ مصر، جمعیت آن ۱۸۷۵۳ نفر(۹۸۵۶ مرد و  ۸۸۹۷ زن) بوده‌است.